# 尤里·瓦西里耶夫
尤里·谢尔盖耶维奇·瓦西里耶夫（俄语：Юрий Сергеевич Васильев，1929年4月10日—），苏联及俄罗斯水利学家，地球物理学家，教育家。曾长期担任列宁格勒加里宁理工学院院长。2000年当选俄罗斯科学院院士。

## 生平
1929年4月10日生于伊尔库茨克。1951年毕业于列宁格勒加里宁理工学院，同年留校，历任助教、副教授、教授、系主任、党委书记。1983年5月至2003年10月，担任列宁格勒加里宁理工学院（1991年改称圣彼得堡国立技术大学，2002年改称圣彼得堡国立理工大学）校长。2003年至2015年，担任圣彼得堡国立理工大学监事会主席。
1987年，当选苏联科学院通讯院士。2000年，当选俄罗斯科学院能源，机械工程和控制过程学部院士。